# كشك التقبيل 3
كشك التقبيل 3 (بالإنجليزية: The Kissing Booth 3)‏ فيلم كوميدي رومانسي أمريكي عن المراهقين من إخراج فينس مارسيلو، وسيناريو مارسيلو وجاي أرنولد. الفيلم هو تكملة لفيلمين «كشك التقبيل»، و«كشك التقبيل 2». الفيلم مقتبس من كتاب بيث ريكلاس، وتمثيل النجوم جوي كينج، وجاكوب إلوردي، وجويل كورتني.
يعرض الفيلم على نيتفليكس 2021.

## طاقم التمثيل
- جوي كينج: في دور روشيل «إيل» ايفانز (صديقة نواه، وصديقة لي في الطفولة)
- جاكوب إلوردي: في دور نواه فلين (صديق إيل، وشقيق لي)
- جويل كورتني: في دور لي فلين (صديق طفولة إيل، وشقيق نواه، وصديق راشيل)
- تايلور زخار بيريز: في دور ماركو فالنتين بينيا (يتواصل مع إيل)
- ميغان يونغ: في دور راشيل (صديقة لي)
- مايسي ريتشاردسون سيلرز: في دور كلوي وينثروب (صديقة نواه من بوسطن)
- ستيفن جينينغز: في دور مايك إيفانز (والد إيل وبراد)
- مولي رينجوالد: في دور السيدة فلين (والدة نواه ولي)
- مورنيه فيسر: في دور السيد فلين (والد نواه ولي)
- كارسون وايت: في دور براد إيفانز (شقيق إيل)[3]

## الإنتاج والصدور
أُعلن في يوليو 2020، أن الفيلم الثالث «كشك التقبيل 3»، قد تم تصويره سراً بالتعاقب مع الفيلم الثاني في جنوب إفريقيا في عام 2019، مع كينغ وإلوردي وكورتني وبيريز وريتشاردسون سيلرز ويونغ جميعهم يعيدون أدوارهم. يخرج الفيلم مارسيلو مرة أخرى من سيناريو كتبه إلى جانب جاي أرنولد. تقرر ان يكون إصدار الفيلم على نيتفيلكس في عام 2021.

## وصلات خارجية
- كشك التقبيل 3 (فيلم 2021)